# 明治神宮競技大会剣道競技
明治神宮競技大会における剣道競技

## 概要
明治神宮競技大会における剣道競技は、第1回（1924年）から第13回（1942年）まで実施された（第14回は太平洋戦争戦局悪化により地方予選のみ）。明治神宮競技大会は現在の国民体育大会に相当する大会であり、野球やサッカーなどスポーツ競技が実施されたが、剣道を統括する大日本武徳会は優勝試合方式に反対し、最初は不参加の意向を表明していた。この大会に剣道が参加したことで、剣道が競技としての性格を持つようになった。

## 結果

### 第1回
名称：第1回明治神宮競技大会
主催：内務省
期日：1924年（大正13年）11月1日から11月3日
会場：明治神宮内苑 北鳥居内の仮設道場
| 部門             | 優勝                 |
| ---------------- | -------------------- |
| 青年団員優勝試合 | 相原勝雄（広島県）   |
| 在郷軍人高点試合 | 大麻勇次（佐賀支部） |

### 第2回
名称：第2回明治神宮競技大会
主催：内務省
期日：1925年（大正14年）10月31日から11月3日
会場：明治神宮外苑 日本青年館講堂
| 部門                   | 優勝                   | 第2位                  |
| ---------------------- | ---------------------- | ---------------------- |
| 青年団優勝試合         | 東京府（6点）          | 山口県、秋田県（4点）  |
| 青年団個人優勝試合     | 高山時之助（東京府）   | 藤本光治（山口県）     |
| 在郷軍人軍刀術優勝試合 | 斎藤角太郎（青森支部） | 森田文蔵（奉天支部）   |
| 中等学校選手優勝試合   | 桜井泰三郎（福島商業） | 舟久保四郎（豊島師範） |
| 大学、高専校優勝試合   | 岡村健二（山口高商）   | 館野覚治（浦和高校）   |
| 25歳以下一般優勝試合   | 渡辺喜久男（山梨県）   | 菅原松三郎（宮城県）   |
| 35歳以下一般優勝試合   | 荒木敬二（東京府）     | 八木槇衛（群馬県）     |
| 36歳以上一般優勝試合   | 山本文吾（神奈川県）   | 芦田長一（島根県）     |
| 現役陸海軍人優勝試合   | 加藤文一（戸山学校）   | 青木定次郎（戸山学校） |

### 第3回
名称：第3回明治神宮体育大会
主催：明治神宮体育会
期日：1926年（大正15年）10月31日から11月3日
会場：明治神宮外苑 日本青年館講堂
| 部門                   | 優勝                   | 第2位                  |
| ---------------------- | ---------------------- | ---------------------- |
| 中等学校優勝試合       | 橘川登喜（神奈川師範） | 川本宗男（明倫中）     |
| 25歳以下一般優勝試合   | 高津誠（北海道）       | 川島長英（群馬県）     |
| 35歳以下一般優勝試合   | 津崎兼敬（京都府）     | 市毛正平（東京府）     |
| 36歳以上一般優勝試合   | 岩地外松（石川県）     | 北原広智（長野県）     |
| 青年団優勝試合         | 北村博学（埼玉県）     | 藤村孝治（岡山県）     |
| 現役陸海軍人優勝試合   | 星野順二（戸山学校）   | 長谷川平記（士官学校） |
| 在郷軍人軍刀術優勝試合 | 南川清一（久留米）     | 園部栄（神戸）         |
| 大学、高専校優勝試合   | 横田正行（東京高師）   | 井上一美（関西学院）   |

### 第4回
名称：第4回明治神宮体育大会
主催：明治神宮体育会
期日：1927年（昭和2年）10月31日から11月3日
会場：明治神宮外苑 日本青年館講堂
| 部門                   | 優勝                   | 第2位                      |
| ---------------------- | ---------------------- | -------------------------- |
| 25歳以下優勝試合       | 木村茂夫（朝鮮）       | 藤川善海（大阪府）         |
| 35歳以下優勝試合       | 牧田真正（台湾）       | 十二所常意（福島県）       |
| 36歳以上優勝試合       | 大野熊雄（京都府）     | 武田滉（栃木県）           |
| 現役陸海軍人優勝試合   | 萩原清三郎（戸山学校） | 白井陸治（戸山学校）       |
| 在郷軍人軍刀術優勝試合 | 川又清（大邱）         | 佐藤重蔵（奉天）           |
| 中等学校優勝試合       | 井原鶴造（早実）       | 奈良安蔵（前橋中）         |
| 大学、高専校優勝試合   | 松本敏夫（関西学院）   | 森田可夫（松山高商）       |
| 青年団優勝試合         | 鳥取県                 | 鹿児島県、熊本県、神奈川県 |

### 第5回
名称：第5回明治神宮体育大会
主催：明治神宮体育会
期日：1929年（昭和4年）10月31日から11月3日
会場：明治神宮外苑 日本青年館講堂
| 部門                   | 優勝                   | 第2位                |
| ---------------------- | ---------------------- | -------------------- |
| 警察官優勝試合         | 田中正人（大阪府）     | 十二所常意（福島県） |
| 一般少年部優勝試合     | 榊修吾（青森県）       | 松下元吉（群馬県）   |
| 一般成年部優勝試合     | 土田仲治（東京府）     | 本間七郎（茨城県）   |
| 在郷軍人軍刀術優勝試合 | 鈴木克己（和歌山）     | 佐藤重蔵（姫路）     |
| 青年団優勝試合         | 松本敏夫（兵庫県）     | 古川良水（宮崎県）   |
| 現役陸海軍人優勝試合   | 浅野慶三郎（戸山学校） | 藤彌作（戸山学校）   |
| 中等学校優勝試合       | 安藤昌二（安房中）     | 大野董（不動岡中）   |
| 大学、高専校優勝試合   | 田中龍太郎（早大）     | 和田金次（早高）     |

### 第6回
名称：第6回明治神宮体育大会
主催：明治神宮体育会
期日：1931年（昭和6年）11月1日から11月3日
会場：明治神宮外苑 日本青年館
| 部門                   | 優勝                   | 第2位                                   |
| ---------------------- | ---------------------- | --------------------------------------- |
| 青年団優勝試合（個人） | 大倉卓夫（岡山県）     | 岩村（愛媛県）                          |
| 青年団優勝試合（団体） | 岡山県（8点）          | 大阪府、鹿児島県、岩手県、秋田県（7点） |
| 大学、高専校優勝試合   | 永井勝二郎（彦根高商） | 島田                                    |
| 在郷軍人軍刀術優勝試合 | 安部正雄（山形）       | 今野（旭川）                            |
| 現役陸海軍人優勝試合   | 外城純（工科学校）     | 汲田静雄（士官学校）                    |
| 中等学校優勝試合       | 野間寅雄（巣鴨中）     | 福田（糸島中）                          |
| 一般少年部優勝試合     | 大橋肇（群馬県）       | 間中（埼玉県）                          |
| 一般成年部優勝試合     | 手島浪雄（宮城県）     | 葛西（青森県）                          |
| 警察官優勝試合         | 伊藤雅二（警視庁）     | 田中（福岡県）                          |

### 第7回
名称：第7回明治神宮体育大会
主催：明治神宮体育会
期日：1933年（昭和8年）11月1日から11月3日
会場：明治神宮外苑 日本青年館
| 部門                         | 優勝                 | 第2位                |
| ---------------------------- | -------------------- | -------------------- |
| 青年団優勝試合（個人）       | 植田一（香川県）     | 真はな尚次（岡山県） |
| 青年団優勝試合（団体）       | 香川県               | 岡山県               |
| 現役陸海軍人優勝試合         | 作道圭二（戸山学校） | 一瀬嘉蔵（呉防備隊） |
| 在郷軍人軍刀術優勝試合       | 大倉卓夫（姫路）     | 宇貫元雄（高崎）     |
| 一般20歳未満優勝試合         | 中尾巖（大阪府）     | 雲丹亀忠義（兵庫県） |
| 一般30歳未満優勝試合         | 植芝盛博（東京府）   | 高橋要（宮城県）     |
| 一般30歳以上非専門家優勝試合 | 玉利三之助（東京府） | 笈沼喜七（茨城県）   |
| 一般30歳以上専門家優勝試合   | 石田秀之助（大阪府） | 大野操一郎（島根県） |

### 第8回
名称：第8回明治神宮体育大会
主催：明治神宮体育会
期日：1935年（昭和10年）11月1日から11月3日
会場：明治神宮外苑 日本青年館
| 部門                     | 優勝               | 第2位                |
| ------------------------ | ------------------ | -------------------- |
| 青年団優勝試合（個人）   | 川添一夫（香川県） | 長野孝（群馬県）     |
| 青年団優勝試合（団体）   | 愛知県             | 鹿児島県             |
| 現役陸海軍人優勝試合     | 池田茂馬（足柄）   | 細川寿治（戸山学校） |
| 在郷軍人軍刀術優勝試合   | 植田一（丸亀）     | 美馬（徳島）         |
| 一般少年部優勝試合       | 浅海武夫（東京府） | 井上（福岡県）       |
| 一般青年部優勝試合       | 渡辺敏雄（東京府） | 荒木（千葉県）       |
| 一般成年部優勝試合       | 鈴木温（栃木県）   | 須藤（東京府）       |
| 一般壮年非専門家優勝試合 | 安藤徳太郎（台湾） | 阿部（東京府）       |
| 一般壮年専門家優勝試合   | 鹿島清孝（愛知県） | 小沢（東京府）       |

### 第9回
名称：第9回明治神宮体育大会
主催：明治神宮体育会
期日：1937年（昭和12年）10月28日、11月2日、11月3日
会場：明治神宮外苑 日本青年館
| 部門                     | 優勝                 | 第2位              |
| ------------------------ | -------------------- | ------------------ |
| 青年団優勝試合（個人）   | 森下敏一（大阪府）   | 中尾勝教（熊本県） |
| 青年団優勝試合（団体）   | 鹿児島県             | 岩手県             |
| 一般少年部優勝試合       | 水谷健蔵（京都府）   | 若林（栃木県）     |
| 一般青年部優勝試合       | 河上忠雄（山口県）   | 中尾巖（大阪府）   |
| 一般成年部優勝試合       | 酒匂久（大阪府）     | 奥沢弌郎（茨城県） |
| 一般壮年非専門家優勝試合 | 半沢金蔵（神奈川県） | 吉原（栃木県）     |
| 一般壮年専門家優勝試合   | 永峰晃（静岡県）     | 高山（新潟県）     |

### 第10回
名称：第10回明治神宮国民体育大会
主催：厚生省
期日：1939年（昭和14年）10月31日から11月3日
会場：明治神宮外苑 日本青年館
| 部門                                   | 優勝                 | 第2位                    |
| -------------------------------------- | -------------------- | ------------------------ |
| 中等学校府県対抗試合                   | 愛媛県               | 福岡県                   |
| 在郷軍人支部対抗試合                   | 野田慶春（錦州）     | 大槻宇一（福知山）       |
| 現役陸海軍人対抗試合（将校）           | 作道圭二（戸山学校） | 酒井二郎（戸山学校）     |
| 現役陸海軍人対抗試合（准士官、下士官） | 羽柴秀雄（輜一留）   | 中川善喜（佐世保鎮守府） |
| 青年団府県対抗試合                     | 愛知県               | 大阪市                   |
| 大学、高専校優勝試合                   | 森重雄（京都薬専）   | 日高広為（鹿児島高商）   |
| 警察官府県対抗試合                     | 井上研吾（神奈川県） | 長野孝（警視庁）         |
| 一般府県対抗試合                       | 大阪府               | 千葉県                   |

### 第11回
名称：第11回明治神宮国民体育大会
主催：厚生省
期日：1940年（昭和15年）10月31日から11月3日
会場：明治神宮外苑 日本青年館
| 部門                   | 優勝                 | 第2位                |
| ---------------------- | -------------------- | -------------------- |
| 中等学校府県対抗試合   | 熊本県               | 福島県               |
| 在郷軍人支部対抗試合   | 泉川誠二（岐阜）     | 小林正二（本郷）     |
| 青年団府県対抗試合     | 大分県               | 大阪府               |
| 現役陸軍下士官対抗試合 | 山崎新（近衛師団）   | 田畑重義（戸山学校） |
| 現役陸軍将校対抗試合   | 高野義一（旭川師団） | 酒井二郎（戸山学校） |
| 大学、高専校優勝試合   | 斎村虎雄（早大）     | 千葉隆造（大阪帝大） |
| 一般府県対抗試合       | 福島県               | 愛知県               |

### 第12回
名称：第12回明治神宮国民体育大会
主催：厚生省
期日：1941年（昭和16年）11月2日から11月3日
会場：明治神宮外苑 日本青年館
| 部門                 | 優勝               | 第2位                |
| -------------------- | ------------------ | -------------------- |
| 青少年団府県対抗試合 | 愛知県             | 熊本県               |
| 中等学校府県対抗試合 | 熊本県             | 関東州               |
| 大学、高専校選抜試合 | 雨森勇（神戸商大） | 山本政弘（九州帝大） |
| 一般府県対抗試合     | 東京府             | 熊本県               |

### 第13回
名称：第13回明治神宮国民錬成大会
主催：厚生省
期日：1942年（昭和17年）10月31日から11月3日
会場：明治神宮外苑 日本青年館
| 部門                 | 優勝                 | 第2位                |
| -------------------- | -------------------- | -------------------- |
| 青少年団府県対抗試合 | 熊本県               | 宮城県               |
| 中等学校府県対抗試合 | 熊本県               | 朝鮮                 |
| 大学、高専校選抜試合 | 伊保清次（東京高師） | 田島三郎（東高体専） |
| 府県代表個人優勝試合 | 酒匂久（大阪府）     | 小島主（満州）       |
| 一般府県対抗試合     | 京都府               | 神奈川県             |